# گانیسن (یوتا)
گانیسن (به انگلیسی: Gunnison) شهری در ایالت یوتا کشور ایالات متحده آمریکا است که جمعیت آن در سرشماری سال ۲۰۱۰ میلادی، ۳٬۲۸۵ نفر بوده است.